# Bear Creek (Alabama)
Bear Creek – miasto w Stanach Zjednoczonych, w stanie Alabama, w hrabstwie Marion. W roku 2023 miasto zamieszkiwało 1056 osób, a gęstość zaludnienia wynosiła 29,7 osoby/km².